# 남해 용문사 목조아미타여래삼존좌상
남해 용문사 목조아미타여래삼존좌상(南海 龍門寺 木造阿彌陀如來三尊坐像)은 대한민국 경상남도 남해군 이동면 용소리, 용문사에 있는 조선시대의 불상이다.
2006년 11월 2일 경상남도의 유형문화재 제446호 남해 용문사 목조아미타 삼존불좌상으로 지정되었다가, 2018년 12월 20일 현재의 명칭으로 변경되었다.

## 개요
이 삼존불은 대웅전 중앙에 위치한 장방형 불단 위에 각각의 연화좌를 두고 그 위에 봉안되어 있다. 머리 뒤편 정수리 쪽으로 서너 개의 나발이 결손 되었거나 소매와 군의자락에 도금이 탈락한 것을 제외하면 전반적인 보존상태는 비교적 양호한 편이다.
세 구의 불상은 저부에 마련된 복장공이 모두 열려 있었고, 복장물 역시 대부분이 도난당한 상태였으며, 그중 경전 · 다라니 등이 불상 내부의 목 부분과 팔, 다리 쪽으로 끼워져 남아 있었다. 또한 양측 협시상은 저부의 복장공 외에 배면 중앙에 타원형의 복장공을 따로 만들어 다른 판재로 엉성하게 덧대어 마감되어 있었다. 배면에 마련된 별도의 복장공은 팔의 내부나 머리와 같이 좌상의 밑바닥에서 복장물을 채우기 어려운 것을 쉽게 처리하기 위한 것으로 보인다.

## 참고 문헌
- 남해 용문사 목조아미타여래삼존좌상 - 국가유산청 국가유산포털